# Yūdai Ogawa
Yūdai Ogawa (japanisch 小川 雄大 Ogawa Yūdai; * 4. Oktober 1996 in Kawasaki) ist ein japanisch-kambodschanischer Fußballspieler.

## Karriere
Ogawa erlernte das Fußballspielen in der Jugendmannschaft von Valie Tsuru sowie in der Schulmannschaft der Yamanashi Gakuin University High School. Seinen ersten Vertrag unterschrieb er 2015 bei FC Gifu. Der Verein spielte in der zweithöchsten Liga des Landes, der J2 League. Für Gifu absolvierte er vier Zweitligaspiele. 2017 wechselte er nach Polen. Hier unterschrieb er in Łódź einen Vertrag bei Widzew Łódź. Nach der Saison war er von Juli bis Dezember 2017 vertrags- und vereinslos. National Defense Ministry FC, ein kambodschanischer Verein aus Phnom Penh, verpflichtete ihn im Januar 2018. Mit dem Verein spielte er in der ersten Liga des Landes, der Cambodian League. 2019 wechselte er zum Ligakonkurrenten Angkor Tiger FC nach Siem Reap. Im Januar 2021 unterschrieb er einen Vertrag beim ebenfalls in der ersten Liga spielenden Phnom Penh Crown nach Phnom Penh.
Er wurde 2023 eingebürgert, um für die Kambodschanische Fußballnationalmannschaft spielen zu können.